# Darien, Georgia
Darien [dɛəriːˈɛn] är administrativ huvudort i McIntosh County i Georgia. Vid 2010 års folkräkning hade Darien 1 975 invånare.

## Kända personer från Darien
- Charles Thomas, politiker